# 港嘴車站
25°01′25″N 121°28′42″E / 25.02361°N 121.47833°E
港嘴車站，日治時期站名江子翠（日语：／〔〕 Kōshisui），為臺灣鐵路管理局縱貫線的鐵道站，位於今台灣新北市板橋區縣民大道與三民路交叉口，已廢站。後來台北捷運也設有同樣名為江子翠站的捷運站，但兩同名車站的實際位置相距1公里。

## 車站構造
岸式月台兩座。

## 利用狀況
- 目前已廢除，廢除前為招呼站。

| 年       | 年間   | 年間   | 年間     | 年間  | 1日平均 | 1日平均 |
| 年       | 上車   | 下車   | 上下車計 | 來源  | 上車    | 上下車  |
| -------- | ------ | ------ | -------- | ----- | ------- | ------- |
| 1932年度 | 23,842 | 30,052 | 53,894   | [ 1 ] | 65      | 148     |
| 1933年度 | 21,572 | 26,305 | 47,877   | [ 2 ] | 59      | 131     |
| 1934年度 | 18,886 | 21,803 | 40,689   | [ 3 ] | 52      | 111     |
| 1935年度 | 16,066 | 19,398 | 35,464   | [ 4 ] | 44      | 97      |
| 1936年度 | 13,570 | 16,836 | 30,406   | [ 5 ] | 37      | 83      |
| 1937年度 | 13,320 | 15,612 | 28,932   | [ 6 ] | 36      | 79      |
| 1938年度 | 12,373 | 13,156 | 25,529   | [ 7 ] | 34      | 70      |
| 沒資料   |        |        |          |       |         |         |

## 歷史
- 早在本站設立前的1911年（明治44年）時，就已設有台北糖廠至江子翠間的糖業鐵路路線，但於1914年（大正3年）時改線。
- 1932年（昭和7年）4月1日，設立江子翠臨時停車場[1]（p. 38）[8]，停汽油車。[9]
- 1942年（昭和17年），因戰爭缺乏汽油停駛汽油車而廢站。
- 1953年12月1日，設立江子翠汽油車招呼站[10]。
- 1958年2月10日，改名港嘴招呼站，這時期停靠的是柴油車。
- 1960年，二度廢站。

## 腳註

### 來源資料
1. 1 2  （p. 38）臺灣總督府交通局鐵道部. . . 1933-12-23: 頁32–39  [2020-10-18]. （原始内容存档于2018-02-28） （日语）. 國立國會圖書館
2. ↑  臺灣總督府交通局鐵道部. . . 1934-12-23: 頁32–39  [2020-10-18]. （原始内容存档于2021-11-24） （日语）. 國立國會圖書館
3. ↑  臺灣總督府交通局鐵道部. . . 1935-12-20: 頁32–39  [2020-10-18]. （原始内容存档于2021-11-23） （日语）. 國立國會圖書館
4. ↑  臺灣總督府交通局鐵道部. . . 1936-12-25: 頁32–39  [2020-10-18]. （原始内容存档于2021-02-06） （日语）. 國立國會圖書館
5. ↑  臺灣總督府交通局鐵道部. . . 1937-12-20: 頁30–37  [2020-10-18]. （原始内容存档于2021-08-05） （日语）. 國立國會圖書館
6. ↑  臺灣總督府交通局鐵道部. . . 1938-12-20: 頁30–31  [2020-10-18]. （原始内容存档于2019-06-10） （日语）. 國立國會圖書館
7. ↑  臺灣總督府交通局鐵道部. . . 1939-12-20: 頁32–39  [2020-10-18]. （原始内容存档于2019-05-10） （日语）. 國立國會圖書館
8. ↑  鐵道省. . 國立國會圖書館. 1937-11-30: 頁518  [2020-10-18]. （原始内容存档于2020-01-30） （日语）.
9. ↑  車迷的世界. . 2011-06-04  [2013-11-09]. （原始内容存档于2013-11-09） （中文（臺灣））.
10. ↑  . 臺灣民聲日報 (國立公共資訊圖書館 數位典藏服務網). 1953-11-28  [2021-12-05]. （原始内容存档于2021-12-05）. 甲 客運部分 5、增設汽油車招呼站為便利短途商旅及臺北近郊住民交通起見在北部『北五堵』『西門』『浮州』『江子翠』淡水線『長安』『劍潭』等（中略）十二月一日起辦理客運業務停靠汽油車